# Jules von Schwerin

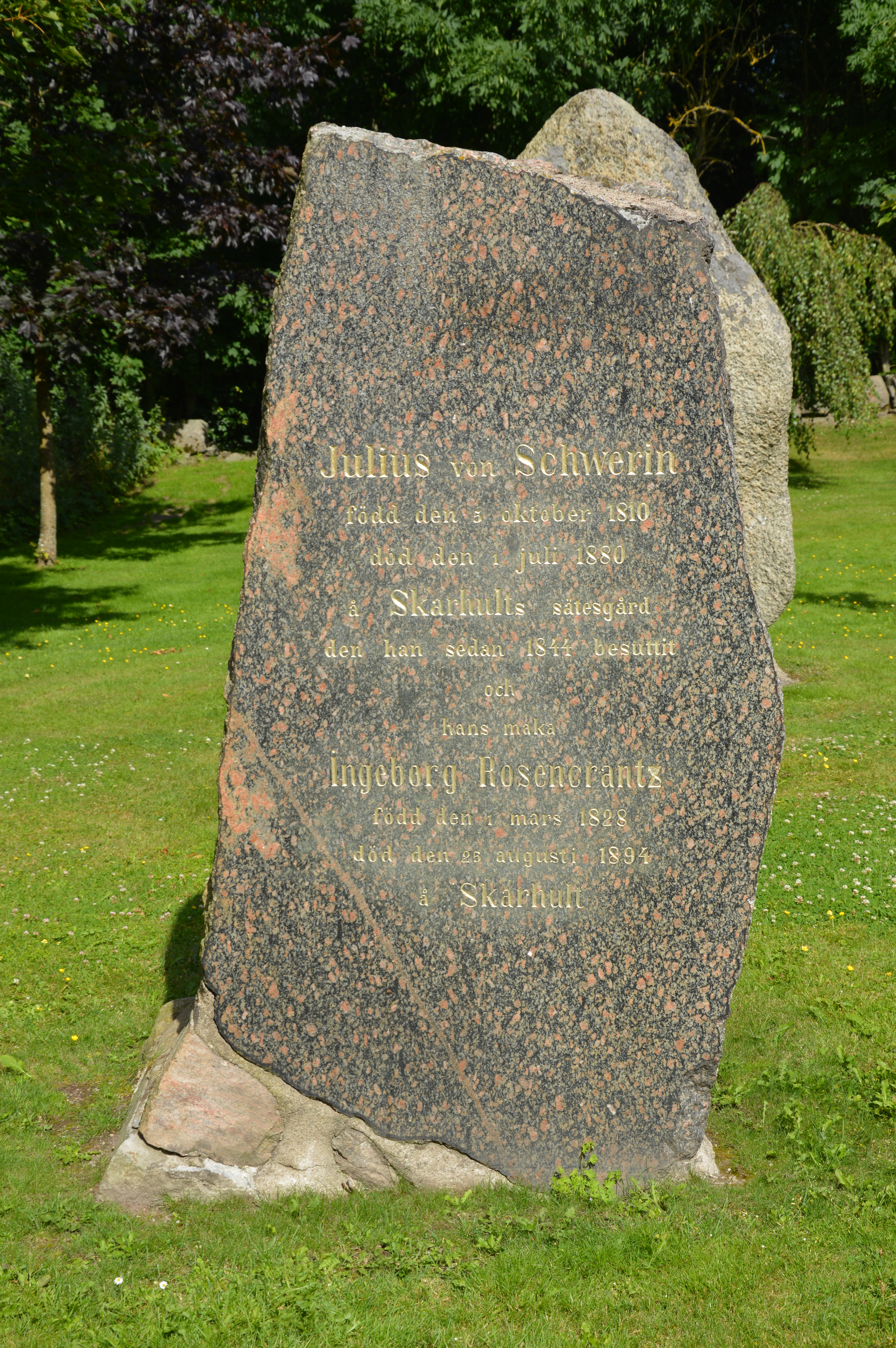
Julius (Jules) von Schwerins gravvård på Skarhults kyrkogård.

Carl Johan Gustaf Adolf Julius (Jules) von Schwerin (i riksdagen kallad von Schwerin i Skarhult), född 5 oktober 1810 på Råda säteri i Råda församling, död 1 juli 1880 i Skarhults församling, var en svensk friherre och militär.

## Biografi
Jules von Schwerin var son till hovstallmästaren friherre Werner Gottlob von Schwerin och Martina von Schwerin, dotter till Martin Törngren vid Ostindiska kompaniet. Han blev kadett vid Karlberg 1824 och utexaminerades 1827, blev kornett vid livgardet till häst samma år och löjtnant 1829. Åren 1832–1834 bevistade han föreläsningarna i Allgemeine Kriegsschule i Berlin. 
Vid Schwerinska familjekongressen i Berlin 1833 var von Schwerin fullmäktig för de svenska friherrarna von Schwerin, då den preussiska kronan till ätten von Schwerin återlämnade dess gamla länsgods Spantekow. År 1834 blev han riddare av Johanniterorden och 1836 ryttmästare, men fick avsked ur krigstjänsten 1840. 
Efter att en tid varit ordförande för lantbruksskolan på Orup blev han statsrevisor 1862. 1864 blev han ledamot av Kungliga Fysiografiska Sällskapet i Lund och året därpå kommendör av Vasaorden. Han var ordförande i bankoutskottet 1865–1866 och 1869–1875 och ledamot av riksdagens första kammare 1866–1875. 1867 invaldes han som ledamot av Kungliga Skogs- och Lantbruksakademien.
Jules von Schwerin var ägare till Sireköpinge 1840–1850 och till Skarhult 1844–1880, till del av Spantekow 1840–1867 samt till en gård i Lund 1861–1877. Han gifte sig 12 november 1849 på Ekeröd i Malmöhus län med Ingeborg Rosencrantz (1828–1894), dotter till överste Henrik Ludvig Rosencrantz och Clara Fredrika von der Lancken. Bland deras barn märks Werner von Schwerin, Hans Hugold von Schwerin och Ingeborg von Schwerin.